# Leonora Saavedra Moctezuma
Leonora Saavedra Moctezuma (Ciudad de México, 26 de enero de 1956) es una oboísta y musicóloga mexicana. Es una de las primeras investigadoras en impulsar el estudio de la relación entre nacionalismo y música en su país.

## Trayectoria
Realizó sus estudios en oboe en el Conservatorio Nacional de Música; la Musikhochschule en Colonia, Alemania; la Universidad de París IV-Sorbone en Francia; y la Universidad de Pittsburgh. Actualmente es profesora de Musicología en la Universidad de California, Riverside. Es miembro fundador del cuarteto Da Capo, de la UAM Iztapalapa, especializado en música contemporánea. Con ese grupo grabó dos elepés y medio.
Es cofundadora y miembro del Consejo Editorial  de la revista Pauta. Cuadernos de teoría y crítica musical   a lado de Mario Lavista y Guillermo Sheridan, para la cual realizó diversos artículos, reseñas y traducciones. Dicha publicación fue creada con el objeto de establecer puentes entre la música, la literatura, las artes plásticas y las humanidades.
Como académica, fue una de las primeras en proponer el estudio del nacionalismo en la musicología: el papel de la música en procesos sociales y culturales; la construcción de la nación e identidades; el “exoticismo” como estrategia; el cosmopolitismo; la colonialidad; la historiografía musical; la música en relación con la ideología y la política; los compositores mexicanos de la segunda mitad del siglo XX; el desarrollo de la vida musical en México, su infraestructura y su relación con el Estado; y las relaciones culturales entre México y los Estados Unidos. De 1985 a 1987 ocupó el cargo de directora del Centro Nacional de Investigación, Documentación e Información Musical (Cenidim) en ese entonces adscrito al Instituto Nacional de Bellas Artes, siendo la primera mujer en ocupar ese cargo.
En 2016 la Cátedra Jesús Romero del CENIDIM la reconoció dentro de la misma por su trayectoria.

## Obra

### Libros
- Editora de Carlos Chávez y su mundo. México: El Colegio Nacional, 2018.
- Editora de Carlos Chávez and His World. Princeton: Princeton University Press, 2015.
- Leonora Saavedra Moctezuma y María Ángeles González. Música Mexicana Contemporánea. México: FCE, 1982.

### Publicaciones académicas
- Carlos Chávez’s Polysemic Style: Constructing the National, Seeking the Cosmopolitan.” en  Journal of the American Musicological Society, vol. 68, no. 1, 2015, 99-150
- “Carlos Chávez and the Myth of the Aztec Renaissance.” en Carlos Chávez and His World, Ed. Leonora Saavedra, Princeton: Princeton University Press, 2015, 134-64
- “Manuel M. Ponce y los músicos populares.” en Heterofonía, no. 143, 2014, 51-84
- “El nuevo pasado mexicano: estrategias de representación en Atzimba de Ricardo Castro.” en  Resonancias: Revista de investigación musical, vol. 19, no. 35, 2014, 79-100
- “Introduction to Stravinsky Speaks to the Spanish-Speaking World" en Stravinsky and His World, Tamara Levitz edición, Princeton: Princeton University Press, 2013, 177-183
- “Editorial”en Journal of the American Musicological Society vol. 66, no. 2, 2013, 335-336
- “Spanish Moors and Turkish Captives in fin de siècle Mexico: Exoticism as Strategy.” en Journal of Musicological Research, vol.  31, no. 4, 2012, 231-261
- “Manuel M. Ponce y la canción mexicana.” en Heterofonía, no. 142, 2010, 155-182
- “Chávez, Carlos”,  “Revueltas, Silvestre”, “Orbón, Julián”, “Bernal Jiménez, Miguel”, “Mata, Eduardo”, “Catán, Daniel” y “Cuarteto Latinoamericano.” en Grove Dictionary of American Music, 2010.
- “Prólogo: Entre la tradición y la ruptura.” en Trece panoramas en torno a Carlos Chávez, Robert Parker, México: CNCA, 2009, 9-12.
- “Manuel M. Ponce’s Chapultepec and the Conflicting Representations of a Contested Space.” en Musical Quarterly, vol. 92, no. 3-4, 2009, 279-328
- “Chávez, Revueltas y la construcción de una identidad nacional y moderna.” en Silvestre Revueltas: Sonidos en Rebelión, editores Roberto Kolb y José Wolffer, México: UNAM, 2007, 39-54
- “Staging the Nation: Race, Religion and History in Mexican Opera of the 1940s” en Opera Quarterly, vol. 23, no. 1, 2007, 1-21
- “Carlos Chávez, Silvestre Revueltas y el ‘Renacimiento Azteca’” en  Boletín Música Casa de las Américas, La Habana: Casa de las Américas, no. 13, 2003, 39-53
- “Carlos Chávez y la construcción de una alteridad estratégica.”en Diálogo de Resplandores: Carlos Chávez y Silvestre Revueltas, Editores Yael Bitrán y Ricardo Miranda, México: Instituto Nacional de Bellas Artes y Literatura, 2002, 125-36
- “Mujeres musicólogas de México” en Heterofonía, vol.32, no. 123, 2000, 9-40
- “Carlos Chávez. Estudio biográfico” y “Manuel Enríquez” en Diccionario de la Música Española e Hispanoamericana, Editor Emilio Casares, Madrid: Sociedad General de Autores y Editores, 2000
- “Catán, Daniel”; “Enríquez, Manuel”; y “Mata, Eduardo” en The New Grove Dictionary of Music and Musicians, edición revisada,  Editor Stanley Sadie, Londres: MacMillan, 2000
- “The American Composer of Western Art Music in the 1930s: A Study of Charles Seeger’s and Carlos Chávez’s Social Thought.” en Foundations of a Modern Musicology: Understanding Charles Seeger, editores Bell Yung y Helen Rees, Urbana: University of Illinois Press, 1999, 29-63
- “Musical Identities, the Western Canon, and Speech About Music in Twentieth-Century Mexico,”en International Hispanic Music Study Group Newsletter,  vol. 4, no. 2, 1998, 25–30
- “Variación contra sinfonía: Eduardo Mata y la historia de la música en México.” en Pauta vol. 17, no. 65, 1998
- “Doppelgänger.” en Pauta, vol. 16, no. 64, 1997, 55-66
- “Los Escritos Periodísticos de Carlos Chávez: Una Fuente para la Historia de la Música en México.”en Inter-American Music Review, no. 10, 1989, 77-91
- “Música y Vida Musical en los Escritos Periodísticos de Carlos Chávez.” en Signos: el arte de investigación, ed. Esther de la Herrán, Mexico: INBA, 1988, 193-207
- “Cincuenta Años de Música a través del Palacio de Bellas Artes.” en Plural, no. 200, 1988, 45-51
- “La Nueva Música de México.” en Vuelta, no. 114, 1986, 62-65
- “Los Cuartetos de Cuerdas de Manuel Enríquez.” en Pauta, vol. 5, no. 19, 1986, 58-71
- “Los Cuartetos de Cuerdas de Manuel Enríquez.” en Pauta, vol. 5, no. 19, 1986, 79-85